# Miguel Merentiel
Miguel Ángel Merentiel Serrano est un footballeur uruguayen né le 1er juin 1997 à Paysandú. Il évolue au poste d'attaquant à Boca Juniors dans le championnat argentin.

## Biographie
Miguel Merentiel est formé au Peñarol puis est prêté en 2017 à El Tanque Sisley, où il inscrit sept buts en vingt matchs. En juillet 2017, il signe au Lorca FC, prêté de nouveau par Peñarol.
Avec Defensia y Justicia, il remporte la Copa Sudamericana 2020 ainsi que la Recopa Sudamericana.

### Boca Juniors
En février 2023, il est prêté à Boca Juniors. Immédiatement après son arrivée il remporte la Supercoupe d'Argentine. Il atteint également la finale de la Copa Libertadores mais doit s'incliner face à Fluminense. En demi-finale, Boca élimine son ancienne équipe de Palmeiras.
À l'issue de sa première année au club Xeneize, il termine meilleur buteur de son équipe avec 18 buts sur l'année, devant Dario Benedetto (9 buts), un marque qui le place parmi les meilleurs buteurs de Boca sur une saison sur les dernières années. Il devient également le premier joueur étranger à marquer 18 buts au cours d'une année civile avec Boca au cours des 29 dernières années (depuis Sergio Martínez, 24 buts en 1994).

## Palmarès
| Defensa y Justicia (2)                                                          | SE Palmeiras (3)                                                                             | Boca Juniors (1)                                  |
| ------------------------------------------------------------------------------- | -------------------------------------------------------------------------------------------- | ------------------------------------------------- |
| - Copa Sudamericana - Vainqueur : 2020 - Recopa Sudamericana - Vainqueur : 2021 | - Championnat du Brésil (1) : - Champion : 2022 - Championnat Paulista (1) - Champion : 2023 | - Supercoupe d'Argentine (1) : - Vainqueur : 2022 |

## Récompenses individuelles
- Meilleur buteur de la Coupe de la Ligue professionnelle en 2020 ;
- Meilleur buteur de la Coupe d'Argentine en 2023 ;
- Membre de la meilleure équipe de la Coupe d'Argentine en 2023.